# Проспер Геранже
Проспе́р Луї́ Паска́ль Геранже́, більш знаний як дом Геранже (фр. Prosper Louis Pascal Guéranger; 4 квітня 1805, Сабле на Сарті, Франція — 30 січня 1875, Солем, Франція) — французький бенедиктинський монах, засновник Солемського абатства та його настоятель протягом 40 років, і з тим засновник Французької Бенедиктинської Конгрегації (зараз: Солемська конгрегація). Після того, як Французька Революція повністю знищила монаше життя у Франції, дом Геранже був перший, кому вдалося його відновити.
Дом Геранже також відомий своїми роботами з літургіки, з яких особливої уваги заслуговує 15-томна збірка Літургійний рік, що містить коментарі до богослужінь на кожен день року, та загальні коментарі до літургійних періодів.
Крім того, він відомий своїм активним захистом догм Папської непомильності та Непорочного Зачаття Діви Марії. Процес його беатифікації було розпочато 2005 року.